# Americus (Georgia)
Americus – miasto w Stanach Zjednoczonych, w stanie Georgia, siedziba administracyjna hrabstwa Sumter.